# António Morato (futebolista, nascido em 1937)
António Henriques Morato (20 de março de 1937 – 19 de junho de 2025) foi um futebolista português que atuava como central.

## Carreira em clubes
Nascido em Lisboa, Morato passou sete temporadas na Primeira Liga com o Sporting CP. Em 1961-62, ele participou de 21 jogos, que levariam a equipa a vencer o campeonato nacional, o único em sua carreira.
Na primeira divisão, Morato também representou o Vitória FC e o Lusitano GC. Ele se reformou em 1968, aos 31 anos.

## Seleção nacional
A única partida de Morato pela seleção portuguesa aconteceu em 8 de outubro de 1961, em uma derrota por 4 a 2 fora de casa contra Luxemburgo pelas eliminatórias da Copa do Mundo da FIFA de 1962.

## Vida pessoal
Seu filho, também chamado António, também foi jogador de futebol internacional.
António morreu em 19 de junho de 2025 aos 88 anos.